# Raimondo Del Balzo (regista)
Raimondo Del Balzo (Roma, 17 gennaio 1939 – Roma, 22 settembre 1995) è stato un regista e sceneggiatore italiano.

## Biografia
Già giornalista, iniziò la sua carriera cinematografica come regista riportando in voga il genere strappalacrime con il film L'ultima neve di primavera seguito poi da Bianchi cavalli d'agosto. Gli elementi drammatici e con protagonisti bambini destinati a morire o all'infelicità, sono la caratteristica che il regista sposò in questi primi film per suscitare la commozione negli spettatori; finalità che non abbandonerà neppure nei titoli successivi. Morì prematuramente all'età di 56 anni stroncato da un tumore.

## Filmografia

### Regista e sceneggiatore

#### Cinema
- L'ultima neve di primavera (1973)
- Bianchi cavalli d'agosto (1975)
- Midnight Blue - Mezzanotte triste (1979)
- Un tenero tramonto (1984)
- Le prime foglie d'autunno (1988)

#### Televisione
- Giorno segreto - miniserie TV (1978-1979)

### Soggetto
- Paganini Horror, regia di Luigi Cozzi (1989)

### Sceneggiatore
- Qualcuno ha tradito, regia di Franco Prosperi (1967)
- Obiettivo poliziotto, regia di Umberto Lenzi (1990)
- La balena azzurra, regia di Alessandro Cavalletti (1996)